# Gibbula ardens
Gibbula ardens is een slakkensoort uit de familie van de Trochidae. De wetenschappelijke naam van de soort is voor het eerst geldig gepubliceerd in 1793 door Von Salis als Trochus ardens.